# 克里斯·罗伯茨
克里斯·罗伯茨（英語：Chris Roberts，1968年5月27日—），英裔美国電子遊戲設計師、程序師，電影製作人、導演。他曾在Origin Systems就職，創作了「銀河飛將系列」；他還創辦了CIG公司，製作太空模擬遊戲《星际公民》。